# Belgrandia stochi
Belgrandia stochi is een slakkensoort uit de familie van de Hydrobiidae. De wetenschappelijke naam van de soort is voor het eerst geldig gepubliceerd in 1996 door Bodon, Manganelli & Giusti.